# Forte de Nossa Senhora do Amparo (Machico)

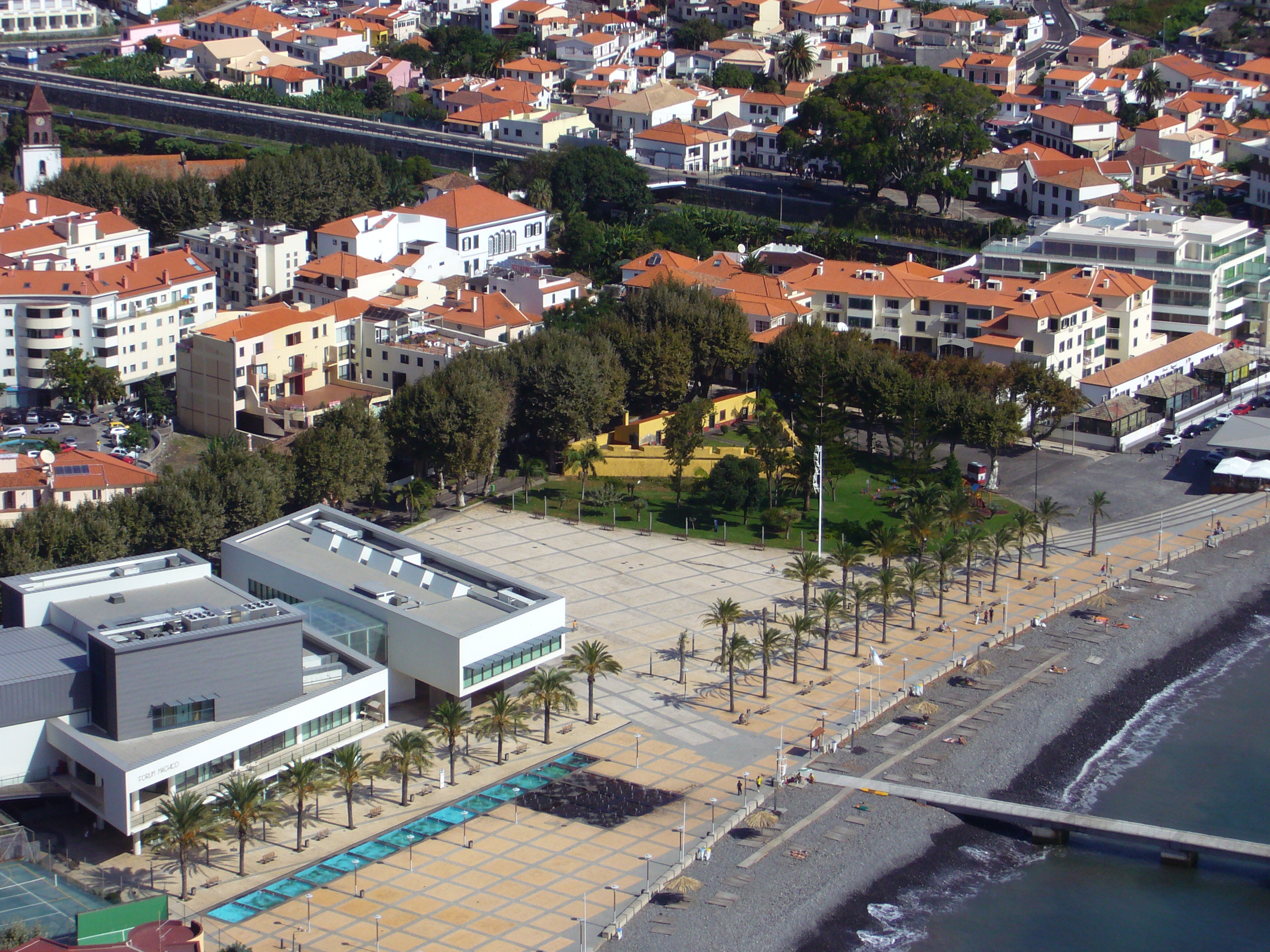
Forte de N. Sra. do Amparo, Machico: vista aérea.

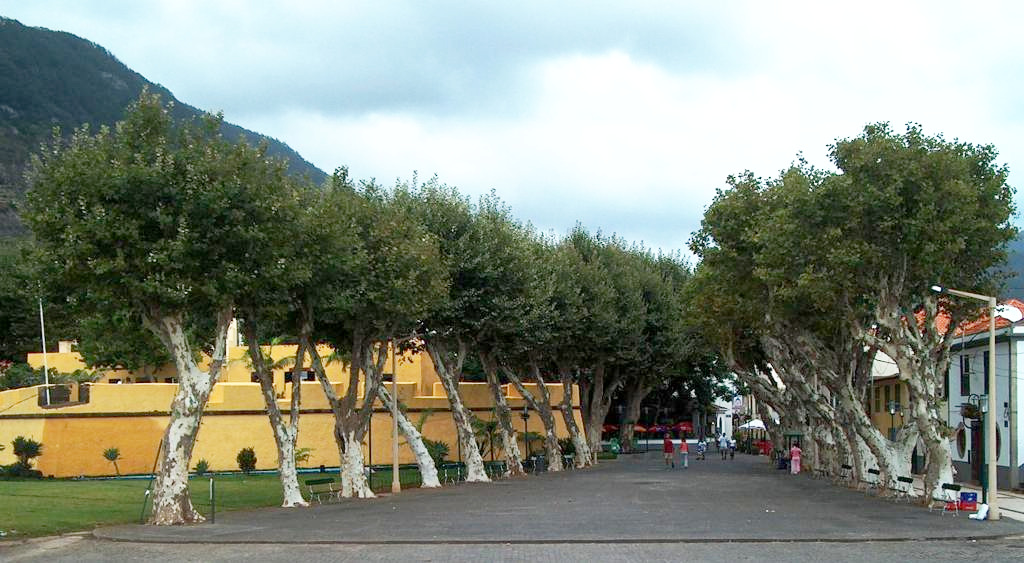
Forte de N. Sra. do Amparo, Machico.

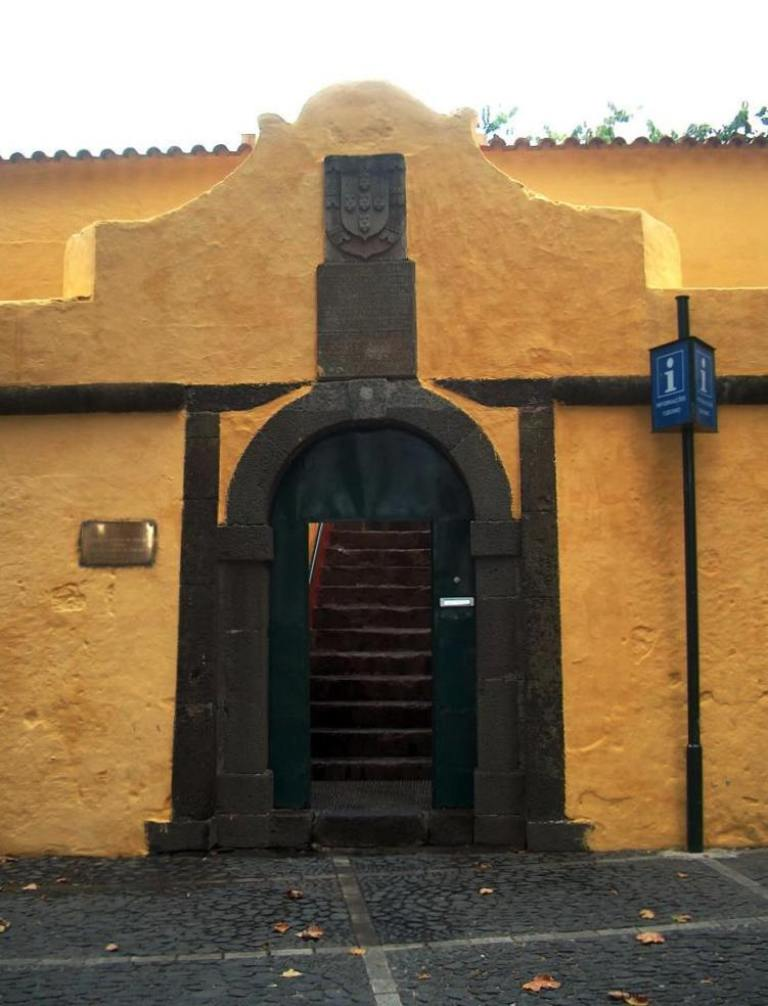
Forte de N. Sra. do Amparo: portão de armas.

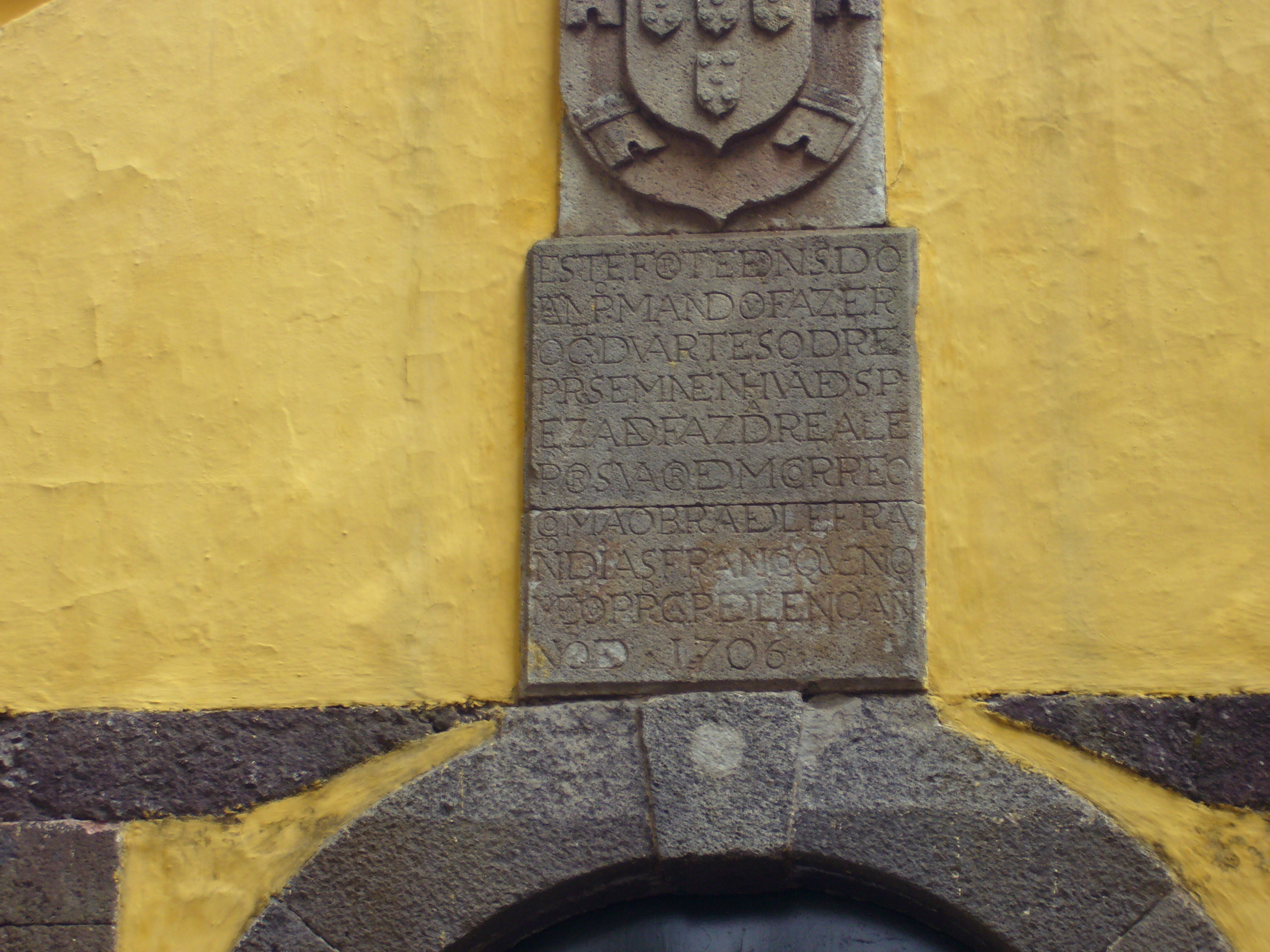
Forte de N. Sra. do Amparo: detalhe da pedra de armas.

O Forte de Nossa Senhora do Amparo localiza-se junto ao Passeio de Baixo em Machico, na freguesia do Machico, concelho do Machico, na ilha da Madeira, Região Autónoma da Madeira.
Tinha a função de defesa daquele ancoradouro contra os ataques de piratas e corsários.

## História
Foi erguido em 1706, às expensas do Capitão Francisco Dias Franco, escrivão da Câmara de Machico, de acordo com a inscrição epigráfica sobre o portão de armas.
No contexto da Guerra Civil Portuguesa (1828-1834), por ocasião do desembarque das tropas Miguelistas que visavam erradicar o Regime Liberal na Madeira em 1828, foi o último forte da ilha a capitular.
Com a proclamação da República Portuguesa (1910) a Coroa na pedra de Armas sobre o Portão do forte foi retirada.
Em 1940 o imóvel foi entregue à Guarda Fiscal, encontrando-se classificado como Imóvel de Interesse Público pelo Decreto nº 30/762 de 26 de setembro de 1940. Em 1993 foi doado ao Governo Regional da Madeira.
Actualmente requalificado, é a sede do posto de turismo de Machico.

## Características
O forte apresenta planta no formato triangular, com um dos seus ângulos voltados para o mar. No lado voltado para terra rasga-se o portão de armas, em cantaria rija de arco de volta perfeita, encimado por frontão em estilo barroco. Neste frontão inscreve-se uma lápide com inscrição epigráfica assinalando a fundação do forte, encimada pelas armas nacionais. Através dele acede-se um túnel com escadaria em cantaria insular que comunica com o terrapleno, parcialmente ajardinado e calcetado com calhau rolado, decorada com peças de artilharia em ferro. As muralhas são rematadas por merlões com cordão saliente.
Os edifícios de serviço são gémeos, com planta retangular de volumes horizontais, quase adossados à muralha virada para terra. As suas fachadas são voltadas para o mar, rasgadas por portas e janelas com molduras de cantaria e cobertura em telhas de canudo portuguesas de uma só água.